# 比弗隆背海鯰
比弗隆背海鯰為輻鰭魚綱鯰形目海鯰科的其中一種，分布於中東太平洋區，從薩爾瓦多至哥斯大黎加海域，棲息深度9-30公尺，體長可達3.2公分，棲息在沿海、河口區，屬肉食性，生活習性不明。

## 擴展閱讀
維基物種上的相關：比弗隆背海鯰